# TI-Raleigh

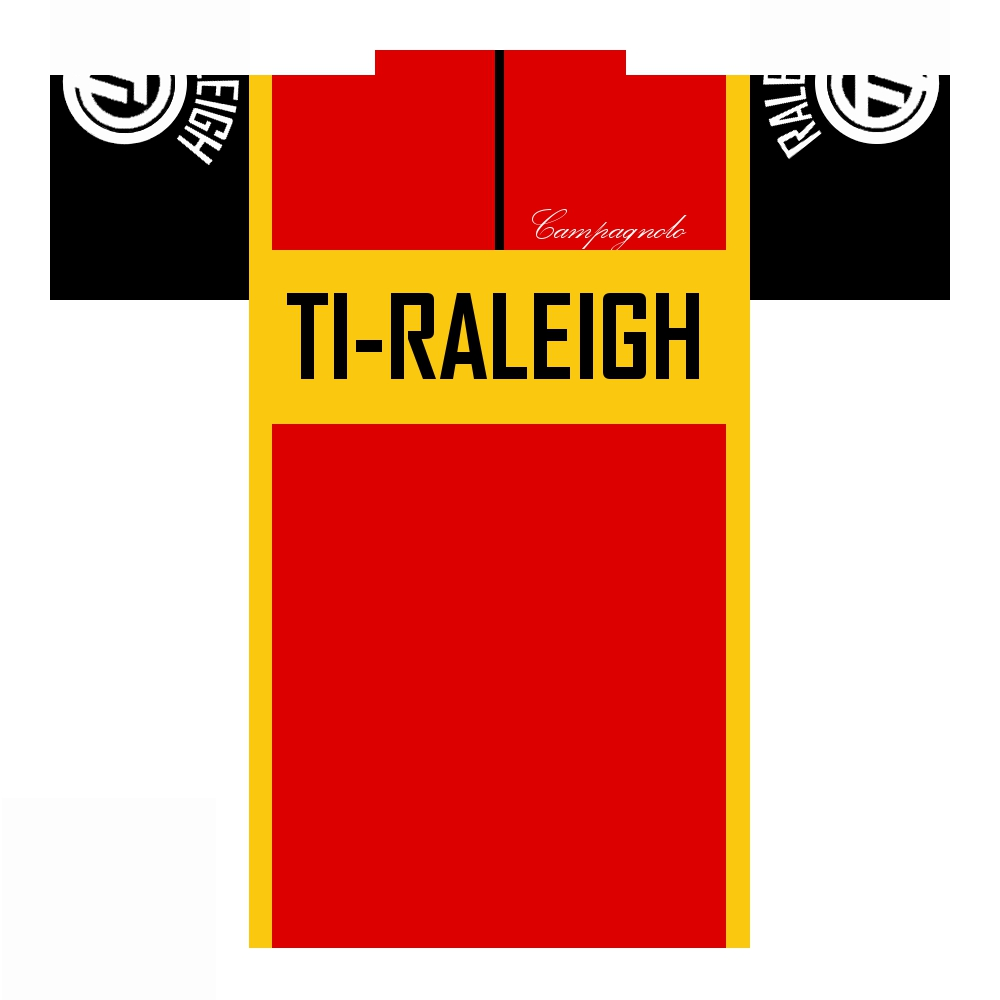
TI-Raleigh-Trikot 1977

TI-Raleigh (auch TI-Carlton) war ein niederländisches Radsportteam das von 1971 bis 1983 existierte. In den ersten Jahren von 1971 bis 1974 fuhr das Team mit einer britischen Lizenz.
Gesponsert wurde das Team von der Holding Tube Investments (TI), die als Dachgesellschaft für den Fahrradhersteller Raleigh fungierte. Geleitet wurde das Team von Peter Post und Jules De Wever.
Die Mannschaft war sowohl bei Rundfahrten, als auch bei Eintagesrennen erfolgreich. Bekannt war das Team für seine erfolgreichen Mannschaftszeitfahren. Größter Erfolg war der Gewinn der Tour de France 1980.
Nach dem Rückzug der Raleigh Cycle Company als Hauptsponsor gründete Peter Post das Team Panasonic-Raleigh.

## Bekannte Fahrer
| - Urs Freuler (1981) - Jan Huisjes (1978) - Gerrie Knetemann (1976–1983) - Hennie Kuiper (1976–1978) - Stefan Mutter (1979–1980) - Ludo Peeters (1981–1983) - René Pijnen (1974–1977) - Cees Priem (1978–1983) | - Jan Raas (1975–1976, 1979–1982) - Steven Rooks (1982) - Roy Schuiten (1974–1975) - Klaus-Peter Thaler (1978–1979) - Dietrich Thurau (1974–1977) - Peter Winnen (1983) - Joop Zoetemelk (1980–1981) |

## Größte Erfolge

### Klassiker
| - Flandern-Rundfahrt - 1979 (Raas) - Paris–Roubaix - 1982 (Raas) - Amstel Gold Race - 1977 (Raas) - 1978 (Raas) - 1979 (Raas) - 1980 (Raas) - 1982 (Raas) - Meisterschaft von Zürich - 1983 (Johan van der Velde) - Paris–Tours - 1978 (Raas) - 1981 (Raas) - 1983 (Peeters) | - Paris–Brüssel - 1978 (Raas) - 1982 (Jacques Hanegraaf) - Gent–Wevelgem - 1982 (Hanegraaf) - 1983 (Leo van Vliet) - Omloop Het Volk - 1981 (Raas) - Rund um den Henninger-Turm - 1975 (Schuiten) - 1977 (Knetemann) - 1983 (Peeters) |

### Rundfahrten
- Tour de France
  - 1976: 4. Etappe (Kuiper), 18. (Teil 3) & 22. (Teil 2) Etappe (Gerben Karstens), 5. Etappe (Teil 2) (MZF) (Team)
  - 1977: , Prolog, 2., 5. (Teil 2), 16. & 22. (Teil 1) (Thurau), 17. Etappe (Kuiper), 19. & 21. Etappe (Knetemann), Mannschaftswertung
  - 1978: Prolog, 1. (Teil 1) & 21. Etappe (Raas); 16. Etappe (Kuiper); 3. Etappe (Thaler);  & 10. Etappe (Lubberding); 18. & 22. Etappe (Knetemann); 4. Etappe (MZF) (Team)
  - 1979: Prolog & 22. Etappe (Knetemann), 5. Etappe (Raas), 7. Etappe (Van Vliet), 4. & 8. Etappe (MZF) (Team)
  - 1980: , 13. & 20. Etappe (Zoetemelk), 1. (Teil 1), 7. (Teil 2 & 9. Etappe (Raas), 3. Etappe (Henk Lubberding), 8. Etappe (Bert Oosterbosch), 10. Etappe (Priem), 12. Etappe (Knetemann), 1. (Teil 2) & 7. (Teil 1) Etappe (MZF) (Team)
  - 1981: 2. & 21. Etappe (van der Velde), 7. Etappe (Freuler), 8. & 10. Etappe (Ad Wijnands), 1. (Teil 2) & 4. Etappe (MZF) (Team)
  - 1982: 1. Etappe (Peeters), 4. & 11. Etappe (Knetemann), 6. Etappe (Raas), 8. Etappe (Frank Hoste), 9. Etappe (Teil 1) (MZF) (Team)
  - 1983: 6. & 8. Etappe (Oosterbosch), 13. Etappe (Lubberding), 17. Etappe (Peter Winnen), Mannschaftswertung
- Vuelta a España
  - 1976: , Prolog, 9., 16., 18. & 19. (Teil 2) (Thurau); 1. Etappe (José De Cauwer); 4. Etappe (Kuiper); 12. Etappe (Gerben Karstens);
- Tour de Suisse
  - 1975: 4. Etappe (Bert Pronk)
  - 1976: , 3. Etappe (Kuiper); 5. Etappe (Thurau), 9. Etappe (Teil 1) (Piet van Katwijk)
  - 1978: Prolog (Knetemann), 4. Etappe (Teil 1) (Lubberding)
  - 1979:  (Wilfried Wesemael); Prolog, 3. (Teil 1), 6. & 9. (Teil 2) (Knetemann); 9. Etappe (Teil 1) (Lubberding)
  - 1981: 10. Etappe (Freuler)
  - 1983: 4. Etappe (Winnen)
- Paris–Nizza
  - 1977: 3. & 6. (Teil 2) Etappe (Knetemann)
  - 1978: , 1., 2. & 7. (Teil 2) Etappe (Knetemann)
  - 1979: Prolog (Knetemann), 2. Etappe (Van Vliet), 3. Etappe (Raas)
  - 1980: Prolog & 7. Etappe (Teil 2) (Knetemann), 1. Etappe (Teil 2) (Raas)
- Critérium du Dauphiné Libéré
  - 1979: 1. Etappe (Thaler), 5. Etappe (Teil 1) (Van Vliet), 7. Etappe (Teil 1) (Wesemael)
  - 1980:  & 6. Etappe (van der Velde), Prolog (Zoetemelk)
  - 1981: Prolog (van der Velde), 3. Etappe (Teil 2) (Bert Oosterbosch)
  - 1982: 1. Etappe (Wijnands)
- Tour de Romandie
  - 1978: , 1. & 5. Etappe (van der Velde)
  - 1979: Prolog (Lubberding), 2. Etappe (van der Velde)
  - 1980: 5. Etappe (Zoetemelk)
  - 1981: Prolog (Freuler), 2. Etappe (Peeters), 5. Etappe (Teil 1) (van der Felde), 5. Etappe (Teil 2) (Knetemann)
  - 1982: Prolog (René Koppert)
  - 1983: 1. Etappe (Gerard Veldscholten), 4. Etappe (Lubberding)
- Tirreno–Adriatico
  - 1982: Prolog & 4. Etappe (Knetemann)
  - 1983: 5. Etappe (Oosterbosch)